# جرمین چارلی
ژرمن شارله (فرانسوی: Germaine Charley‎؛ ۲۵ مارس ۱۸۸۷ – ۲۷ مارس ۱۹۵۹) هنرپیشه اهل فرانسه بود.
از فیلم‌ها یا برنامه‌های تلویزیونی که وی در آنها نقش داشته‌است می‌توان به باکره (فیلم ۱۹۵۳) اشاره کرد.